# Stanislas Poniatowski (1676-1762)
Stanislas Poniatowski (en polonais : Stanisław Poniatowski) (armoiries Ciołek), né le 15 septembre 1676 à Chojnik (Petite-Pologne) et mort le 29 août 1762 à Ryki, est un officier et homme politique polonais qui a exercé les fonctions de lieutenant-général (1724), colonel-commandant du régiment de garde d’infanterie (1724-1729), régimentaire général de l'armée de la Couronne (1729-1733), voïvode de Mazovie (1731), castellan de Cracovie (1752), staroste de Przemyśl (1752-1756).
Créateur de la puissance de la famille Poniatowski et lié à la famille Czartoryski, il est le père du dernier roi de Pologne, Stanislas II Auguste.

## Biographie

### Origines familiales et formation
Il est issu d'une famille de petite noblesse de Petite-Pologne (région de Cracovie et Lublin). Son père, Franciszek (1651-1691), est « maître des chasses » (en polonais łowczy, en latin venator) de Podlasie et devient échanson (czesnik) de Wyszogród en 1690.
Stanislas est un moment élève à Cracovie, au collège Nowodworski (fondé en 1585) ou dans un collège de l'université.

### Débuts (1689-1704)
En 1689, il part pour Vienne et participe ensuite à la grande guerre turque (1683-1699). Il rentre en Pologne après le traité de Karlowitz.
Il participe ensuite à la guerre civile lituanienne aux côtés des Sapieha, qui en font leur émissaire auprès du roi de Suède Charles XII.
En 1702, Charles XII intervient en Pologne dans le cadre de la guerre entre la Suède et la Russie, le roi de Pologne Auguste II, élu en 1697, étant allié à la Russie. Vainqueur, Charles XII décide de porter sur le trône de Pologne un roi qui lui soit favorable : Stanislas Leszczynski.

### Au service de Charles XII de Suède (1704-1718)
Contrairement aux Sapieha, Poniatowski prend le parti de Charles XII et de Leszczynski, qui est élu en 1704. Il se met même au service du roi de Suède et doit son ascension au talent militaire et diplomatique qu'il déploie au temps de la grande guerre du Nord menée par Charles XII contre la Russie.
Lors de la bataille de Poltava le 8 juillet 1709, une victoire pour la Russie, il sauve la vie de Charles XII et l'accompagne ensuite dans son exil dans l'Empire ottoman, où il joue un rôle important pour pousser les Turcs à entrer en guerre contre la Russie (guerre russo-turque de 1710-1711).
Après le retour en Suède de Charles XII, il reste à son service ; en 1718, il occupe le poste de gouverneur du duché de Deux-Ponts, propriété personnelle de Charles XII, où Stanislas Leszczynski a trouvé refuge en 1714. Mais Charles XII décède peu après (30 novembre 1718).

### Sous le règne d'Auguste II
Stanislas Poniatowski se réconcilie alors avec Auguste II et rentre en Pologne.
En 1720, par son mariage avec Konstancja Czartoryska, il se lie à la famille des princes Czartoryski, qui vers 1730, fondent une faction politique, « la Familia ».
En 1731, il obtient la dignité importante de voïvode de Mazovie.

### Laguerre de succession(1733-1734)
En 1733, il soutient avec la Familia la candidature de Stanislas Leszczynski, candidat de la France (il est devenu le beau-père de Louis XV en 1725), contre le fils d'Auguste II, Frédéric Auguste de Saxe, soutenu par la Russie et l'Autriche.
Élu le 12 septembre, Leszczynski est contraint au départ pour Dantzig par l'envoi d'un corps d'armée russe qui permet en premier lieu une élection de Frédéric Auguste (4 octobre) ; c'est le début de la guerre de succession de Pologne. La France entre en guerre, mais consacrera presque toutes ses forces à combattre l'Autriche sur le Rhin et en Italie.
Poniatowski accompagne Leszczynski à Dantzig, mais la France n'envoie pas de secours suffisants pour briser le siège mis en place en février 1734 ; la ville capitule en juillet, peu après que Leszczynski s'est réfugié en Prusse.

### Sous le règne d'Auguste III
Stanislas Poniatowski se rallie ensuite à Auguste III, comme l'ensemble de la Familia, qui cesse de compter sur la France et se tourne vers la Russie.
En 1752, il obtient la fonction de castellan de Cracovie, qui le place au premier rang du Sénat.
Il meurt, retiré de la vie politique, deux ans avant l'avènement de son fils Stanislas II Auguste.

## Mariage et descendance
Le 14 septembre 1720, Stanislas Poniatowski épouse Constance Czartoryska, qui lui donnera 11 enfants:
- Kazimierz Poniatowski (en) (1721-1800), grand chambellan de la Couronne,
- Franciszek Józef Poniatowski (pl)(1723-1749/1759), chanoine et prévôt de la cathédrale de Cracovie, chancelier de Gniezno,
- Aleksander Poniatowski (pl) (1725-1744), militaire,
- Ludwika Maria Poniatowska (en) (1728-1781), épouse de Jan Jakub Zamoyski (pl),
- Izabella Poniatowska (en)(1730-1808), épouse de Jan Klemens Branicki, puis de Andrzej Mokronowski,
- Stanisław Antoni Poniatowski (1732-1798), devenu roi de Pologne et grand duc de Lituanie sous le nom de Stanislas II Auguste
- Andrzej Poniatowski (en) (1734 -1773), général autrichien, prince du Saint-Empire,
- Michał Jerzy Poniatowski (en) (1736-1794), évêque de Płock, archevêque de Gniezno et primat de Pologne,

## Sources
- (en) Cet article est partiellement ou en totalité issu de l’article de Wikipédia en anglais intitulé « Stanisław Poniatowski (1676–1762) » (voir la liste des auteurs).

- (pl) Cet article est partiellement ou en totalité issu de l’article de Wikipédia en polonais intitulé « Stanisław Poniatowski (kasztelan krakowski) » (voir la liste des auteurs).